# Міжнародна премія Рене Декарта
Міжнародна премія Рене Декарта Європейського Союзу — щорічна наукова нагорода, названа на честь французького математика і філософа Рене Декарта, яка існувала з 2000 по 2007 рік і присуджувалась Європейським Союзом за спільні європейські дослідження.

## Регламент
Премію присуджували групам дослідників, які «досягнули видатних наукових або технологічних результатів завдяки спільним дослідженням у будь-якій галузі науки, включно з економікою, соціальними та гуманітарними науками». Премія охоплювала всі сфери науки, зокрема, охорону здоров'я, безпеку, енергетику, довкілля, соціальні науки. Номінації подавали самі дослідницькі групи або відповідні національні органи. Організатори оцінювали номінації, і в грудні кожного року на церемонії нагородження оголошували п’ять лауреатів (фіналістів) і п’ять переможців.
У 2004 році в межах Премії Декарта також було засновано премію за популяризацію науки, але в 2007 році її відокремили в самостійну Премію з комунікації науки.

## Переможці
2000:
- «Хімія поблизу абсолютного нуля»
- «Ген XPD[en]: один ген, дві функції, три хвороби»
- «Пластмасові транзистори, що працюють на 50 кГц для електронних схем низького класу великої гучності"

2001:
- «Розробка нових ліків проти вірусу імунодефіциту людини (ВІЛ)»
- «Розробка нових асиметричних каталізаторів для хімічного виробництва»

2002:
- «На шляху до нових ліків для хворих на розсіяний склероз»
- «Найбільші вибухи у Всесвіті з часів Великого вибуху»

2003:
- «Точне позиціонування в хиткому світі»
- «Прокладання шляху для екранів, що згортаються, і шпалер, що вмикаються»

2004: 
- «Проєкт MBAD»
- "Проєкт IST-QuComm"

2005:
- команда EXEL (DALHM) за «Розширення електромагнетизму за допомогою нових штучних методів»
- команда CECA за «проривні відкриття щодо зміни клімату та навколишнього середовища в Арктиці»
- команда PULSE за «демонстрацію впливу європейської науки про пульсари на сучасну фізику»
- проєкт European Social Survey[en] за "радикальні інновації в міжнаціональних опитуваннях і проєкт EURO-PID для передових досліджень групи з понад 130 рідкісних генетично обумовлених захворювань, відомих як первинні імунодефіцити".

2007:
- "H.E.S.S.: Стереоскопічна система телескопів високої енергії для виявлення космічних джерел гамма-променів надвисокої енергії"[5]
- «SynNanoMotors – Реалізація деяких із перших у світі діючих синтетичних молекулярних двигунів і механічних наномашин»[6]
- «EPICA – Європейський проєкт видобування льоду в Антарктиді»[7]